# 新渡輪
新渡輪服務有限公司（英語：Sun Ferry Services Company Limited，通稱：新渡輪）是香港渡輪公司，於1999年11月23日成立，並於2000年1月15日接辦原本由油蔴地小輪所經營的渡輪航線，成為香港境內最大渡輪服務經營者。現時新渡輪是珠江船務旗下的公司。
現時新渡輪經營以下航線：
- 中環─長洲
- 中環─梅窩
- 坪洲─梅窩─芝麻灣─長洲的橫水渡
- 北角─紅磡
- 北角─九龍城
- 北角─大廟灣（只於每年天后寶誕前的一天和天后誕日——農曆三月廿二和三月廿三——提供服務）

於2011年8月11日，新創建集團宣佈把經營九龍尖沙咀中國客運碼頭往返澳門外港客運碼頭航線的子公司新世界第一渡輪（澳門）有限公司（簡稱新渡輪澳門）出售給經營噴射飛航的信德中旅船務。
2020年5月4日，新創建集團先將新渡輪的60%股權售予珠江船務，並於同年12月4日將其餘40%股權易手。自此，所有股權已售予广东省港航集团下屬的珠江船務。
完成收購後，新創建集團仍通過旗下的新世界第一控股有限公司擁有新渡輪品牌的商標註冊及擁有權，因此新渡輪易手後如欲沿用原有商標則需向新世界第一控股支付商標使用費，否則便需要於交易完成後另覓商標及名稱。就此，珠江船務向商標註冊處申請新的新渡輪商標，色調由原本的橙、綠、紫色改為採用不同深淺而搭配而成的藍色；公司註冊名稱由原本「新世界第一渡輪服務有限公司」刪去原本「新世界」、「第一」等字眼，更名為新渡輪服務有限公司，對外經營的品牌名稱「新渡輪」則獲得保留。至於英文名稱則由"New World First Ferry Services Company Limited"易名為Sun Ferry Services Company Limited。根據公司註冊處的資料，新名稱於2020年12月21日正式生效。

## 船隊

### 渡輪資料[5]
所有新渡輪自家船隊均已全面換上新塗裝

#### 普通渡輪
坊間多稱之為「大船」或「慢船」，共9艘，其中8艘隨油蔴地小輪專營權變易而購入（另有2艘已售出），其中3艘為「雙層船」，1980年代下水，大部份以「新x」（一個中文字）為名（原本為「民x」），而英文船名則在購入時，由粵語拼音改為普通話拼音，其中3層版船尾設有觀景舺舨。
剩餘一艘為政府全額資助購船的「政府船隻資助計劃」下訂購了船隻，為300座鋁合金船身渡輪（船艙與其他獲資助購入的高速船近乎一致，全艙設空調系統，只是航速有異），長35米、闊9.7米、設計航速14節，採柴電混合動力，由英輝南方造船生產。。
雙層渡輪，分別稱「忠英顯傑」，由香港船廠在香港建造，新顯和新忠已經退出新渡輪服務。「新明珠30」由廣東英輝南方造船建造
橫水渡航線（新明珠30除外）、行走中環至長洲線以下列船種加班的普通渡輪班次、以及北角至紅磡及北角至九龍城航線因航班調動而使用下列船種，則不會開放豪華位，其客艙空調系統將會停用。
| 船名                      | 圖片 | 出廠年份 | 載客量 | 載客量 | 載客量   | 航速                   | 擁有權證明書號碼 | 備註                                                                                             |
| 船名                      | 圖片 | 出廠年份 | 普通位 | 豪華位 | 總載客量 | 航速                   | 擁有權證明書號碼 | 備註                                                                                             |
| 新英 Xin Ying             |      | 1982年   | -      | -      | 556人    | 13.8節 （25.6公里/時） | A3873            | 正在荃灣體育館對開海面此閒置中                                                                   |
| 新傑 Xin Jie              |      | 1983年   | -      | -      | 560人    | 13.8節 （25.6公里/時） | A4123            | 正在喜靈洲避風塘海面此閒置中                                                                     |
| 新明珠30 Xin Ming Zhu XXX |      | 2024年   | 300人  | -      | 300人    | 14節                   | A145405          | 柴電混能雙層船，所有船艙設空調系統 政府資助計劃下購入之渡輪，2024年9月14日起投入服務橫水渡航線。 |

三層渡輪，分別稱「國光飛超」，由香港船廠在香港建造；已於2016年6月-2023年增設哺乳室，大部份行走中環至長洲線，餘下的泊在北角碼頭，新興已經退出新渡輪服務。
| 船名           | 圖片 | 出廠年份 | 載客量 | 載客量 | 載客量   | 航速                  | 擁有權證明書號碼 | 備註 |
| 船名           | 圖片 | 出廠年份 | 普通位 | 豪華位 | 總載客量 | 航速                  | 擁有權證明書號碼 | 備註 |
| 新發 Xin Fa    |      | 1981年   | -      | -      | 1,020人  | 14.7節（27.2公里/時） | A3623            | 廣東省中山上修理後返回港，返回服務 |
| 新超 Xin Chao  |      | 1983年   | -      | -      | 1,438人  | 15.2節（28.1公里/時） | A4313            | |
| 新光 Xin Guang |      | 1985年   | -      | -      | 1,379人  | 15.2節（28.1公里/時） | A4413            | 曾為晚上維港觀光用船之一，後退出並回歸新渡輪主力船隊 （優先替中環至長洲航線，間有替中環至梅窩的早上午時段） 第一艘換上新塗裝的新渡輪自家船隊成員 |
| 新飛 Xin Fei   |      | 1986年   | -      | -      | 1,302人  | 15.8節（29.3公里/時） | A4623            | |
| 新國 Xin Guo   |      | 1988年   | -      | -      | 1,406人  | 15.2節（28.1公里/時） | A4773            | |

#### 高速船
坊間多稱之為「快船」，有10艘，命名為新輝加上中國數字大寫（因忌諱四字而沒有新輝肆），英文以First Ferry加上羅馬數字作命名。如果不需要高速船的話會泊在北角碼頭。
本型船是由新加坡海威船舶工業（Marinteknik）製的400客位高速雙體船，皆在新加坡建造。各高速船皆曾設有雙層跳板，但上層跳板已因應政府要求及提高載客量而封閉。
| 船名                    | 圖片 | 出廠年份 | 載客量 | 航速              | 擁有權證明書號碼 | 船身號碼 | 備註               |
| 新輝叁 First Ferry III  |      | 2000年   | 423人  | 24節（44公里/時） | A10003           | 170      |                    |
| 新輝伍 First Ferry V    |      | 2000年   | 423人  | 24節（44公里/時） | A10013           | 171      |                    |
| 新輝陸 First Ferry VI   |      | 2001年   | 423人  | 24節（44公里/時） | A10043           | 172      | 最後的船換上新塗裝 |
| 新輝柒 First Ferry VII  |      | 2001年   | 423人  | 24節（44公里/時） | A10053           | 173      |                    |
| 新輝捌 First Ferry VIII |      | 2002年   | 423人  | 24節（44公里/時） | A10153           | 175      |                    |

本型船是由中國廣州宏德機器鐵工廠有限公司製的235客位高速雙體船，由宏德屬下的廣東宏深船舶工程有限公司在廣州黃埔造船廠建造。
| 船名                    | 圖片 | 出廠年份 | 載客量 | 航速              | 擁有權證明書號碼 | 備註 |
| 新輝玖 First Ferry IX   |      | 2003年   | 231 人 | 25節（46公里/時） | A10293           |      |
| 新輝拾 First Ferry X    |      | 2003年   | 231 人 | 25節（46公里/時） | A10313           |      |
| 新輝拾壹 First Ferry XI |      | 2003年   | 219 人 | 25節（46公里/時） | A10343           |      |

### 高速船（噴射雙體船）
| 船名                           | 圖片 | 產地 | 型號                           | 出廠年份 | 定員  | 備註                                                                                                 | 航速 （準確至個位數） | 擁有權證明書號碼 |
| 新輝拾捌 （First Ferry XVIII） |      |      | Austal 40m                     | 1994年   | 435人 | 從珠江客運購入，前名「順景（SHUN JING）」，於2020年10月1日起投入服務。正在荃灣體育館對開海面此閒置中 | 34節（64公里/時）     | A143810          |
| 新明珠2 （Xin Ming Zhu II）    |      | 中国 | 廣東中威複合材料碳纖維船身渡輪 | 2023年   | 500人 | 政府資助計畫下購入之渡輪，2024年3月3日起投入服務。                                                   | 26節（48公里/時）     | A145244          |
| 新明珠3 （Xin Ming Zhu III）   |      | 中国 | 廣東中威複合材料碳纖維船身渡輪 | 2024年   | 500人 | 政府資助計畫下購入之渡輪。                                                                           | 26節（48公里/時）     | A145510          |
| 新明珠6 （Xin Ming Zhu VI）    |      | 中国 | 廣東中威複合材料碳纖維船身渡輪 | 2024年   | 500人 | 政府資助計畫下購入之渡輪。                                                                           | 26節（48公里/時）     | A145440          |
| 新明珠8 （Xin Ming Zhu VIII）  |      | 中国 | 廣州英輝南方造船鋁合金船身渡輪 | 2023年   | 500人 | 政府資助計畫下購入之渡輪，2024年3月15日起投入服務。                                                  | 26節（48公里/時）     | A145247          |
| 新明珠9 （Xin Ming Zhu IX）    |      | 中国 | 廣州英輝南方造船鋁合金船身渡輪 | 2023年   | 500人 | 政府資助計畫下購入之渡輪，2024年5月13日起投入服務。                                                  | 26節（48公里/時）     | A145309          |
| 新明珠10 （Xin Ming Zhu X）    |      | 中国 | 廣州英輝南方造船鋁合金船身渡輪 | 2024年   | 500人 | 政府資助計畫下購入之渡輪，2024年投入服務。                                                           | 26節（48公里/時）     | A145542          |
| 新明珠16 （Xin Ming Zhu XVI）  |      | 中国 | 廣東中威複合材料碳纖維船身渡輪 | 2024年   | 400人 | 政府資助計畫下購入之渡輪，2024年投入服務。                                                           | 26節（48公里/時）     | A145512          |

### 港內線渡輪
共有7艘，行駛北角往返紅磡、九龍城的航線:
大部分並非由新渡輪擁有，只是以租賃形式營運。
剩餘一艘為政府全額資助購船的「政府船隻資助計劃」下訂購了船隻400客位純電池動力推進客渡船「新明珠39」，2024年9月9日上午，在廣州南沙舉行下水儀式 （页面存档备份，存于）

#### 不擁有新渡輪塗裝
| 船名                   | 圖片 | 產地 | 出廠年份 | 定員  | 備註                                 | 航速 | 擁有權證明書號碼 |
| 富河 （Full River）    |      | 中国 | 1995年   | 294人 | 由富裕小輪擁有                       | -    | A8723            |
| 聲威6 （Sing Way 6）   |      | 中国 | 1995年   | 328人 | 由聲威船務擁有，主要用作維港觀光用途 | -    | A8813            |
| 聲威18 （Sing Way 18） |      | 中国 | 1995年   | 333人 | 由聲威船務擁有，主要用作維港觀光用途 | -    | A8173            |
| 喜利 （Hey）           |      | 中国 | -        | 333人 | 由富裕小輪擁有                       | -    | A8163            |

#### 擁有新渡輪塗裝
| 船名                            | 圖片 | 產地 | 出廠年份 | 定員  | 備註                                             | 航速              | 擁有權證明書號碼 |
| 裕河 （Plenty River）           |      | 中国 | 1995年   | 352人 | 由富裕小輪擁有，已換上新渡輪新塗裝               | -                 | A8983            |
| 聲威11 （Sing Way 11）          |      | 中国 | 1998年   | 369人 | 由聲威船務擁有，已換上新渡輪新塗裝               | -                 | A9693            |
| 新明珠39 （Xin Ming Zhu XXXIX） |      | 中国 | 2024年   | 404人 | 政府資助計畫下購入之純電碳纖船，2025年投入服務。 | 14節（26公里/時） | A145572          |

## 已退役船隊

### 2021年後退役/快將退役

#### 普通渡輪
雙層渡輪，1980年代下水，分別稱「忠英顯傑」，為名以「新x」（原本為「民x」），而英文船名則在購入時，由粵語拼音改為普通話拼音。由香港船廠在香港建造，新顯已在2009年退出新渡輪服務。
| 船名           | 圖片 | 出廠年份 | 退役年份 | 載客量 | 載客量 | 載客量   | 航速                   | 擁有權證明書號碼 | 備註  |
| 船名           | 圖片 | 出廠年份 | 退役年份 | 普通位 | 豪華位 | 總載客量 | 航速                   | 擁有權證明書號碼 | 備註  |
| 新忠 Xin Zhong |      | 1982年   | 2025年   | -      | -      | 546人    | 13.8節 （25.6公里/時） | A3763            | [ 9 ] |

#### 高速船（噴射雙體船）
| 船名                           | 圖片 | 產地   | 型號       | 出廠年份 | 退役年份 | 定員  | 備註                                             | 航速              | 擁有權證明書號碼 |
| 新輪貳 （New Ferry II）        |      | 新加坡 | Flying Cat | 1993年   | 2025年   | 440人 | [ 9 ]                                            | 33節（61公里/時） | A9843            |
| 新輝拾捌 （First Ferry XVIII） |      |        | Austal 40m | 1994年   | -        | 435人 | 已退役，由政府資助計劃新能源渡輪取代。閒置在荃灣 | 34節（64公里/時） | A143810          |

#### 街渡船
| 船名                   | 圖片 | 產地 | 出廠年份 | 退役年份 | 定員  | 備註                                                                                          | 航速 | 擁有權證明書號碼 |
| 名河 （Ming River）    |      | 中国 | 1999年   | 2024年   | 355人 | 從富裕小輪租用，服役期2000-2024年，於2024年3月31日被收回並轉售潤利船務公司，命名為新里程368。 | -    | A9883            |
| 聲威11 （Sing Way 11） |      | 中国 | 1998年   | -        | 369人 | 快將退租，由政府資助計劃新能源渡輪取代。                                                      | -    | A9693            |

### 2021年前退役
1. HM527型飛翔船，建於1983-1984年，俗稱「榮華富貴」，從油麻地小輪購入，服役短時間就退役
  - 海榮（Sado），服役期2000-2001
  - 海華（Mondego），服役期2000-2001
  - 海富（Tejo），服役期2000-2001
2. 雙層普通渡輪，從油麻地小輪購入
  - 新顯（Xin Xian，擁有權證明書號碼：A4083），1982年建造，服役期2000-2008，於2009年轉售保安船公司，命名為GLENN VICTORY
3. 三層普通渡輪，從油麻地小輪購入
  - 新興（Xin Xing，擁有權證明書號碼：A3343），1981年建造，服役期2000-2008，於2010年售予中國大陸
4. 高速船，從油麻地小輪購入
  - 新輝壹（First Ferry I，擁有權證明書號碼：A9543），1997年建造，服役期2000-2008，於2011年售予越南，後於2014年轉售菲律賓宿霧Lite Ferries，命名為LITE JET 9，並於2015年再轉售Ocean Fast Ferries，命名為Ocean Jet 12
  - 新輝貳（First Ferry II，擁有權證明書號碼：A9893），1999年建造，服役期2000-2008，於2011年售予越南，後於2014年轉售菲律賓宿霧Lite Ferries，命名為LITE JET 8，並於2015年再轉售Ocean Fast Ferries，命名為Ocean Jet 10
5. 高速船（噴射雙體船）
  - 新輪壹（New Ferry I），1993年建造，從油麻地小輪購入，服役期2000-2004，於2004年售予土耳其
  - 新輪叄（New Ferry III，擁有權證明書號碼：A9863），1994年建造，從油麻地小輪購入，服役期2000-2011，於2012年售予印尼，後再售予巴西
  - 新輪伍（New Ferry V，擁有權證明書號碼：A10023），2001年建造，服役期2001-2011，於2011年轉售噴射飛航，命名為宇航伍號
  - 新輪陸（New Ferry VI，擁有權證明書號碼：A10143），2002年建造，服役期2002-2011，於2011年轉售噴射飛航，後再於2013年售予台灣,命名為滿天星二號，行走高雄至澎湖航線
  - 新輪捌拾壹（New Ferry LXXX I），2002年建造，服役期2002-2011，於2011年轉售噴射飛航，其後易名為「宇航2013」
  - 新輪捌拾貳（New Ferry LXXX II），2002年建造，服役期2002-2011，於2011年轉售噴射飛航，其後易名為「宇航2014」
  - 新輪捌拾叄（New Ferry LXXX III），2002年建造，服役期2002-2011，於2011年轉售噴射飛航，其後易名為「宇航2015」
  - 新輪捌拾伍（New Ferry LXXX V），2004年建造，服役期2004-2011，於2011年轉售噴射飛航，其後易名為「宇航2016」
  - 新輪捌拾陸（New Ferry LXXX VI），2004年建造，服役期2004-2011，於2011年轉售噴射飛航，其後易名為「宇航2017」
  - 新輪捌拾捌（New Ferry LXXX VIII），2007年建造，未曾於新渡輪服役，於2008年轉售噴射飛航，其後易名為「宇航2012」
6. 遊覽船
  - 新旅遊叄拾壹 （First Travel XXXI），2003年建造，服役期2003-2007，於2007年售予天津
  - 新旅遊叄拾貳 （First Travel XXXII，擁有權證明書號碼：A10373） 2003年建造，服役期2003-2012，於2012年售予印尼
7. 街渡船
  - 海達利（Lucky Jumbo），1995年建造，服役期2000-2003，於2003年轉售保安船公司，命名為GLENN JUMBO
8. 支援船
  - 新輪貳拾伍（New Ferry XXV），1974年建造，服役期2000-2002，於2002年轉售香港境內私人一家租賃輪船營運商，命名為港威壹號

## 現時船票

### 中環↔長洲
| 普通渡輪（慢船）                                       | 普通渡輪（慢船） | 普通渡輪（慢船）  |
|                                                        | 星期一至六       | 星期日及 公眾假期 |
| 普通位                                                 | 普通位           | 普通位            |
| ------------------------------------------------------ | ---------------- | ----------------- |
| 成人 60-64歲香港居民（現金） 殘疾人士（二維碼）        | $14.8            | $22.0             |
| 小童 長者（現金／長者八達通／二維碼） 殘疾人士（現金） | $7.4             | $11.0             |
| 殘疾人士（八達通） 60歲或以上香港居民（樂悠咭）        | $2.0             | $2.0              |
| 豪華位                                                 |                  |                   |
| 成人 60-64歲香港居民（現金） 殘疾人士（二維碼）        | $23.2            | $33.8             |
| 小童 長者（現金／長者八達通／二維碼） 殘疾人士（現金） | $11.6            | $16.8             |
| 60-64歲香港居民（樂悠咭）                              | $10.4            | $13.8             |
| 殘疾人士（八達通） 65歲或以上香港居民（樂悠咭）        | $6.2             | $7.8              |

| 快速船                                                 |            |                   |
|                                                        | 星期一至六 | 星期日及 公眾假期 |
| 成人 60-64歲香港居民（現金） 殘疾人士（二維碼）        | $29.2      | $42.3             |
| 小童 長者（現金／長者八達通／二維碼） 殘疾人士（現金） | $14.5      | $21.1             |
| 殘疾人士（八達通） 60歲或以上香港居民（樂悠咭）        | $2.0       | $2.0              |

60歲或以上香港居民使用「樂悠咭」、以及合資格殘疾人士使用「殘疾人士身份」個人八達通，均可享有每程劃一$2的票價優惠。如合資格人士搭乘普通渡輪豪華位，除支付$2船費外，另須繳付普通位與豪華位之間的差額（差額以當日收費為準），有關收費請參考上表，並於入閘時須即時取回由八達通閘機發出之「豪華客艙憑證」登船；豪華客艙內不設補票服務。長者如使用長者不記名八達通或一般個人八達通，則只可享相當於小童／長者的大約半價優惠。
月票
$580.4（成人）／$406.2（學生），只適用於同一天內乘搭月票內指定航線的普通渡輪普通位來往各一次，如搭乘普通渡輪豪華位或高速船，需補回差價，差價詳情如下：
|        | 星期一至六 | 星期日及 公眾假期 |
| ------ | ---------- | ----------------- |
| 豪華位 | $8.4       | $11.8             |
| 高速船 | $14.4      | $20.3             |

- 如欲搭乘普通渡輪豪華位的乘客，入閘時須即時取回由八達通閘機發出之「豪華客艙憑證」登船；豪華客艙內不設補票服務
- 月票並不適用於「樂悠咭」及「殘疾人士身分」個人八達通

多程票
$170.1（12程）／$283.5（20程），持票人可在購票日起計30日內，乘搭多程票內指定航線的星期一至六12程／20程普通渡輪普通位，乘搭普通渡輪豪華位、高速船及／或於星期日及公眾假期使用，需補回差價，差價詳情如下：
|        | 星期一至六 | 星期日及 公眾假期 |
| ------ | ---------- | ----------------- |
| 普通位 | 不適用     | $7.2              |
| 豪華位 | $8.4       | $19.0             |
| 高速船 | $14.4      | $27.5             |

- 如欲搭乘普通渡輪豪華位的乘客，入閘時須即時取回由八達通閘機發出之「豪華客艙憑證」登船；豪華客艙內不設補票服務
- 多程票並不適用於「樂悠咭」及「殘疾人士身分」個人八達通

假日來回票
| 去程為右列所選乘之客位及 回程預設為普通渡輪（普通位） | 普通渡輪 （普通位） | 普通渡輪 （豪華位） | 高速船 |
| ----------------------------------------------------- | ------------------- | ------------------- | ------ |
| 成人 60-64歲香港居民（現金）                          | $29.6               | $38.0               | $44.0  |
| 小童 長者及殘疾人士（現金）                           | $14.8               | $19.0               | $21.9  |

- 由星期六起至星期一00:30
- 單日或2日以上連續之公眾假期（例如農曆新年）：由購票日起至該假期後第2日00:30
- 以現金購買假日來回票的乘客，請直接到售票處以現金購買去程及回程船票，但去程必須購票後即時搭乘；以八達通購買假日來回票的乘客，請於入閘前於「假日來回票登記站」確認八達通，並必須盡快於所搭乘的船種入閘，入閘時會被扣除上述收費（即去程所搭乘的船種及回程普通渡輪普通位），而於回程入閘時，請使用同一張八達通直接入閘，搭乘普通渡輪普通位將不會扣除費用，而搭乘普通渡輪豪華位或高速船，需補回下文列明的差價。
- 乘客如使用已加入長洲月票／多程票功能之八達通於當月內登記「八達通假日來回票」功能後入閘乘船，該八達通會自動扣除假日來回票的收費而非月票／多程票收費，新渡輪將不能退還有關差額。
- 如欲搭乘普通渡輪豪華位的乘客，入閘時須即時取回由售票處或八達通閘機發出之「豪華客艙憑證」登船；豪華客艙內不設補票服務
- 「八達通假日來回票」功能並不適用於「樂悠咭」及「殘疾人士身分」個人八達通
- 去程必須於長洲上船及回程只適用於普通渡輪普通位，回程如搭乘普通渡輪豪華位或高速船，需補回差價，差價詳情如下：

|                             | 普通渡輪 （豪華位） | 高速船 |
| --------------------------- | ------------------- | ------ |
| 成人                        | $8.4                | $14.4  |
| 長者及殘疾人士（現金） 小童 | $4.2                | $7.1   |

### 中環↔梅窩
| 普通渡輪（慢船）                                       |            |                   |
|                                                        | 星期一至六 | 星期日及 公眾假期 |
| 成人 60-64歲香港居民（現金） 殘疾人士（二維碼）        | $28.6      | $41.9             |
| 小童 長者（現金／長者八達通／二維碼） 殘疾人士（現金） | $14.2      | $20.9             |
| 殘疾人士（八達通） 60歲或以上香港居民（樂悠咭）        | $2.0       | $2.0              |

| 快速船                                                 |            |                   |
|                                                        | 星期一至六 | 星期日及 公眾假期 |
| 成人 60-64歲香港居民（現金） 殘疾人士（二維碼）        | $34.1      | $48.9             |
| 小童 長者（現金／長者八達通／二維碼） 殘疾人士（現金） | $17.0      | $24.5             |
| 殘疾人士（八達通） 60歲或以上香港居民（樂悠咭）        | $2.0       | $2.0              |

60歲或以上香港居民使用「樂悠咭」、以及合資格殘疾人士使用「殘疾人士身份」個人八達通，均可享有每程劃一$2的票價優惠。長者如使用長者不記名八達通或一般個人八達通，則只可享相當於小童／長者的大約半價優惠。
月票
$604.4（成人）／$423.0（學生），只適用於同一天內乘搭月票內指定航線的普通渡輪來往各一次，如搭乘高速船，需補付$16.9（星期一至六）／$23.3（星期日及公眾假期）
- 月票並不適用於65歲或以上長者的長者或個人八達通（包括「樂悠咭」）、「殘疾人士身分」個人八達通，以及60-64歲香港居民的「樂悠咭」

多程票
$197.7（12程）／$329.4（20程），持票人可在購票日起計30日內，乘搭多程票內指定航線的星期一至六12程／20程普通渡輪，乘搭高速船及／或於星期日及公眾假期使用，需補付下列票價：
|        | 星期一至六 | 星期日及 公眾假期 |
| ------ | ---------- | ----------------- |
| 普通位 | 不適用     | $8.4              |
| 高速船 | $16.9      | $31.7             |

- 如欲搭乘普通渡輪豪華位的乘客，入閘時須即時取回由八達通閘機發出之「豪華客艙憑證」登船；豪華客艙內不設補票服務
- 多程票並不適用於「樂悠咭」及「殘疾人士身分」個人八達通

假日來回票
| 去程為右列所選乘之船種及 回程預設為普通渡輪 | 普通渡輪 | 高速船 |
| ------------------------------------------- | -------- | ------ |
| 成人 60-64歲香港居民（現金）                | $34.4    | $51.3  |
| 小童 長者及殘疾人士（現金）                 | $17.2    | $25.6  |

- 由星期六起至星期一00:30
- 單日或兩日以上連續之公眾假期：由購票日起至該假期後第2日00:30
- 以現金購買假日來回票的乘客，請直接到售票處以現金購買去程及回程船票，但去程必須購票後即時搭乘；以八達通購買假日來回票的乘客，請於入閘前於「假日來回票登記站」確認八達通，並必須盡快於所搭乘的船種入閘，入閘時會被扣除上述收費（即去程所搭乘的船種及回程普通渡輪普通位），而於回程入閘時，請使用同一張八達通直接入閘，搭乘普通渡輪將不會扣除費用，而搭乘高速船，需補回下文列明的差價。
- 乘客如使用已加入梅窩月票／多程票功能之八達通於當月內登記「八達通假日來回票」功能後入閘乘船，該八達通會自動扣除假日來回票的收費而非月票／多程票收費，新渡輪將不能退還有關差額。
- 「八達通假日來回票」功能並不適用於「樂悠咭」及「殘疾人士身分」個人八達通
- 去程必須於梅窩上船及回程只適用於普通渡輪，回程如搭乘高速船，需補付$11.4（成人）/$16.9（長者及殘疾人士（現金）／小童）

### 橫水渡
- 成人：$14.5
- 小童、長者（現金／長者八達通／二維碼）及殘疾人士（現金）：$7.3
- 殘疾人士（八達通）、60歲或以上香港居民（樂悠咭）：$2.0

60歲或以上香港居民使用「樂悠咭」、以及合資格殘疾人士使用「殘疾人士身份」個人八達通，均可享有每程劃一$2的票價優惠。長者如使用長者不記名八達通或一般個人八達通，則只可享相當於小童／長者的大約半價優惠。
- 此航線不接受二維碼繳付船費。

### 北角↔紅磡／九龍城
- 成人：$10.0
- 小童、長者（現金／長者八達通／二維碼）／殘疾人士（現金）：$5.0
- 殘疾人士（八達通）、60歲或以上香港居民（樂悠咭）：$2.0

60歲或以上香港居民使用「樂悠咭」、以及合資格殘疾人士使用「殘疾人士身份」個人八達通，均可享有每程劃一$2的票價優惠。長者如使用長者不記名八達通或一般個人八達通，則只可享相當於小童／長者的大約半價優惠。
月票
$400，只適用於同一天內乘搭「北角↔紅磡」及「北角↔九龍城」航線（往紅磡／九龍城及北角方向）來往各一次。
- 月票並不適用於「樂悠咭」及「殘疾人士身分」個人八達通

### 北角↔大廟灣
| 普通渡輪服務         |       |       |
|                      | 來回  | 單程  |
| 成人                 | $60.0 | $30.0 |
| 小童、長者及殘疾人士 | $30.0 | $15.0 |
| 高速渡輪服務         |       |       |
|                      | 來回  | 單程  |
| 成人                 | $65.0 | $35.0 |
| 小童、長者及殘疾人士 | $32.5 | $17.5 |

- 單程票價僅適用於由大廟灣往北角方向
- 來回票只於北角碼頭發售，但去程必須購票後即時搭乘，而於回程登船時，請使用回程船票直接登船；回程船票只適用於普通渡輪，而搭乘高速船，需補回差價$5.0（成人）/$2.5（小童、長者及殘疾人士）；而單程票只於大廟灣碼頭發售；上述船票可於「北角↔紅磡」及「北角↔九龍城」航線服務時間內，憑票免費搭乘該等航線往九龍方向。
- 樂悠咭及殘疾人士$2優惠計劃並不適用於此航線；60-64歲香港居民如使用樂悠咭繳付船費，會以全費計算；公共交通費用補貼計劃則涵蓋於此航線。
- 此航線不接受二維碼繳付船費。

## 意外
- 2006年5月21日，「新傑」下午一時半左右，在大嶼山梅窩對開的萬角嘴石灘失控擱淺，副船長和一女乘客被送往梅窩診所接受治療[10]。
- 2008年7月1日晚上8時17分，三層船「新飛」載有248名乘客與8名船員，接近長洲時與金光飛航高速船「金光會展」相撞，「新飛」船頭輕微損毀，船上兩名乘客輕傷[11]。
- 2009年3月20日清晨，「新輝拾壹」由長洲前往中環途中，至南丫島以北、交椅洲對出海面時疑因濃霧影響視野，與內地貨船「新會機9」相撞，渡輪上13人受傷。海事處的調查報告指出，兩船未有適當運用雷達，在低能見度的情況下留意海上交通情況，「新輝拾壹」更未有保持安全航速，以致兩船過度接近時，未能採取行動避免碰撞[12]。
- 2009年6月12日下午，「新國」載有逾二百名乘客，從長洲啟航前往中環時，在避風塘出入口與一艘拖網漁船迎頭相撞，兩船船頭均告損毀，渡輪駛返碼頭安排乘客轉搭其他船隻繼續行程，一名女乘客轉船時跌傷，送院治理，漁船上無人受傷。
- 2010年4月12日早上，「新輝拾」從中環開往梅窩途中，因大霧在坪洲東面擱淺，船上40多人安全獲救。
- 2010年6月29日，一名63歲新渡輪船長在新渡輪「新輝陸」上通宵留宿，同事在早上6時多上班時，發現船長失蹤，並在船上發現有血漬及嘔吐物，報警求助。
- 2010年11月13日，有「大雪條」之稱的新渡輪「新興」三層高渡輪，驚現惠州澳頭港。深圳海關初步調查發現，這艘「不速之客」疑被人走私入境，有中港商人花巨款購入這艘渡輪後，公然駕回內地，準備打造成觀光船賺錢，緝私警在惠州扣查該船，並拘捕三名男子，這是深圳海關破獲的首宗跨境走私整艘船案件。
- 2011年2月13日晚上，「新輪捌拾陸」從香港出發前往澳門，開航後不久與「領航船二號」相撞，領航船嚴重受損並下沉，三名船員輕傷，客輪輕微損毀，無乘客受傷。意外是由於兩船船員未有留意海上交通情況，也沒有作出相應行動避免碰撞所導致，而兩船也在海港內超速航行[13]。
- 2011年4月7日早上9點，「新輝拾」由梅窩返回中環後，停在九號碼頭對開約 170米海面準備稍後再靠岸接載乘客，期間懷疑大浪與一艘停在附近的18.5米長西式遊艇「Sea Lion」相撞，「新輝拾」右邊船尾撞及遊艇右邊船身，幸渡輪上沒有乘客，兩船共六名船員均無恙。
- 2011年6月26日早上，「新輪陸」由澳門開出前往香港，駛至西九龍對開海面時，與前往長洲的「新國」相撞，幸兩船損毀輕微，「新輪陸」上兩名乘客輕傷。事件起因是兩船船員未有注意海上交通情況，「新輪陸」更在海港內超速，與不讓路給「新國」先行，而「新國」雖然未有超速，但亦未有因應海上交通情況，調整安全速度，最終導致相撞[14]。
- 2011年10月21日，高速雙體船隻「新輝玖」於上午5時10分離開長洲，預定前往中環。船上當時載有140名乘客及4名船員。該船於上午5時15分撞向長洲避風塘內一個繫船墩，導致船上73人受傷。海事處調查顯示，該渡輪駛離航道，進入船隻繫泊的區域。「新輝玖」右邊船頭嚴重損壞[15]。
- 2012年2月23日晚上7時半，一艘由長洲開出往中環的新渡輪「新超」，在駛經大嶼山對出時，疑船底撞及水中異物，船艙有入水情況，船長立刻將渡輪駛返長洲，船上約50多名乘客並無受傷，事後由船公司安排乘坐另一艘渡輪離開，海事處正調查事件。
- 2012年3月21日9時許，「新輝叁」停泊中環5號碼頭上客，預備駛往長洲，其間「新輝叁」左邊船身下層一組玻璃窗，被另一艘客輪船頭碰撞，玻璃破裂碎片四濺。一名女乘客手指被碎片割傷，包紮後拒絕送院，改乘其他船隻回家。發言指，涉及意外另一艘客輪，屬於往來坪洲的港九小輪「海翠」，原本停泊隔鄰中環6號碼頭，意外原因待查。
- 2012年4月3日，「新輝捌」由中環駛往長洲途中，於南丫島以北因閃避船隻，失控撞向停泊在南丫島北錨地錨泊區的內河貨船「榮景22」，導致十一名乘客受傷。海事處的調查報告指出，兩船船員除了未有留意海上情況外，「新輝捌」的船長更可能因長時間當值構成疲勞，未能保持注意力，導致船隻偏離航道[16]。
- 2013年4月5日，新渡輪客船「新輝叁」載有400名乘客從中環開赴長洲途中，在喜靈洲避風塘對開與躉船「HD SHB 1035」相撞，40名乘客受傷，其中3人重傷。海事處的調查報告指出，「新輝叁」在喜靈州對開遇上大霧，但未有因應天氣情況減速行駛，「新輝叁」與拖行「HD SHB 1035」的拖船「興利」亦未有保持穩定航向，與維持適當的瞭望，導致「新輝叁」在發現「HD SHB 1035」時未能及時避讓，最終導致相撞[17]。
- 2015年9月25日晚上近8時，「新英」由梅窩開出前往中環，當航行至交椅洲對開時，一名女乘客突然由下層船艙近船尾位置墮海，其他乘客立即通知船長及報警。水警輪聯同消防船趕至出事海面搜救，政府飛行服務隊直升機亦飛抵協助，至深夜終在現場附近海面將墮海女子救起，但證實不治。
- 2016年4月29日上午，「新超」載有逾四百名乘客，從長洲啟航前往中環時，在青洲對開海面與一艘小艇碰撞，「新超」船頭損毀，小艇船身損毀，渡輪繼續行程駛返中環碼頭，事故造成5名小艇乘客受傷，渡輪上無人受傷。
- 2016年11月20日中午12時，「新傑」由中環開出前往梅窩，約40分鐘後，當航行至交椅洲對開時，一名女乘客突然墮海，數名男女乘客發現後從上層船艙衝落下層，並向船長及水手求救，立即將墮海女子救起，到達梅窩後由救護車送往醫院。
- 2018年8月26日晚上10時19分，黃色暴雨警告信號當時正生效，「新輝伍」由中環開出前往梅窩，途至喜靈洲對出疑因天氣惡劣及受大雨影響，偏離航道擱淺於喜靈洲北面一處。船身無入水，亦無乘客受傷，在水警協助下於10時50分安全抵達梅窩。[18]

## 浮躉

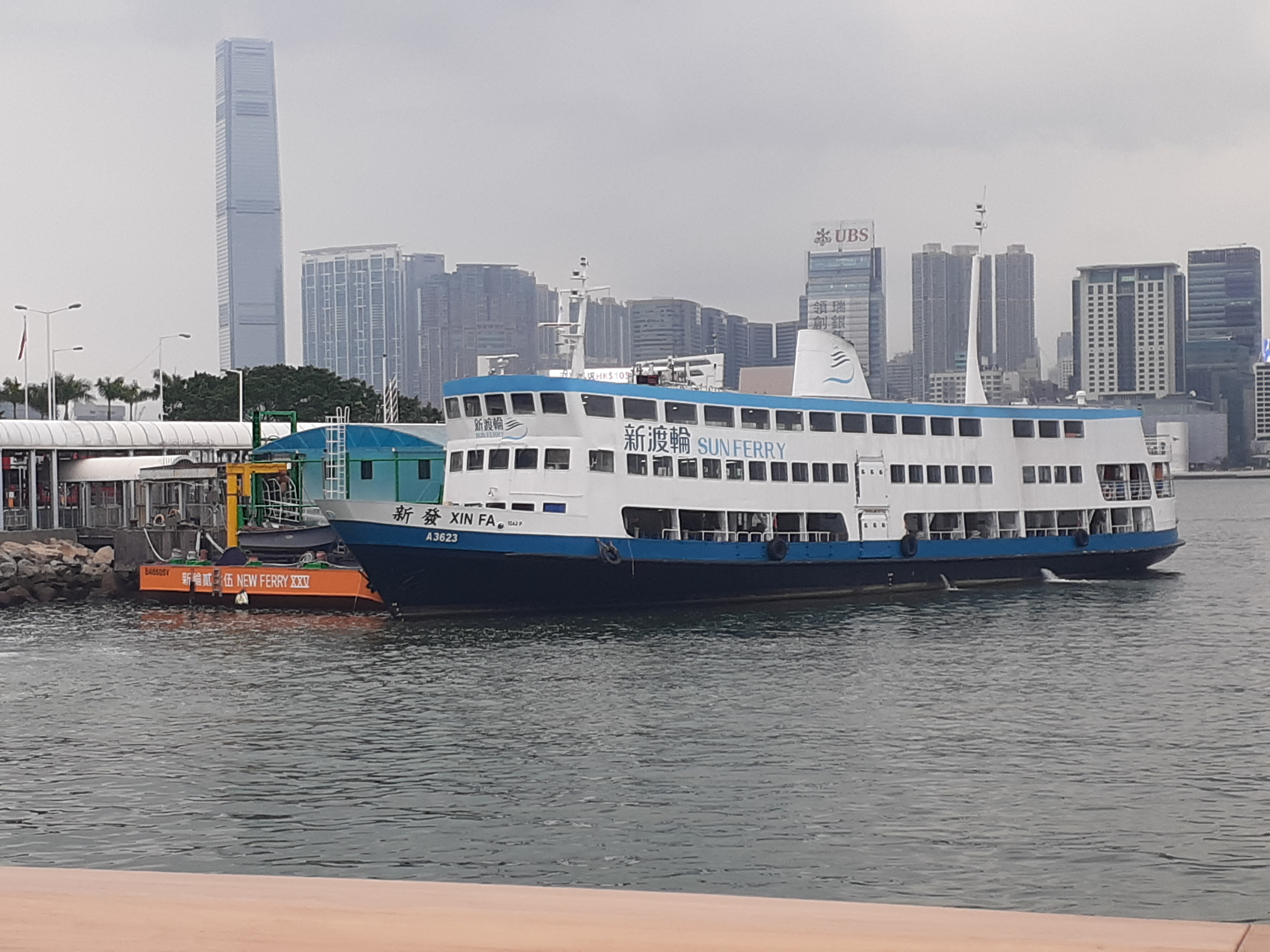
「新發」停泊於灣仔浮躉「新輪貳拾伍」

轄有浮躉一隻：
- 新輪貳拾伍（New Ferry XXV）

## 註解
1. ↑  太陽報. . 2011-08-12  [2011-08-11]. （原始内容存档于2016-03-30）.
2. ↑   (PDF).   [2020-05-04]. （原始内容 (PDF)存档于2020-05-29）.
3. ↑  .   [2020-12-04]. （原始内容存档于2021-03-10）.
4. ↑  香港01. . 2021-01-17  [2021-03-10]. （原始内容存档于2021-03-10）.
5. ↑   (PDF).   [01 03 2012]. （原始内容 (PDF)存档于2015-04-12）.
6. ↑  2023 新渡輪乘客聯絡小組(中環─梅窩航線)順利舉行 集思廣益共同提升渡輪服務 （页面存档备份，存于），新渡輪，2023年4月24日
7. ↑  英輝南方承建香港渡輪項目簽約 （页面存档备份，存于），英輝南方造船，2022年7月31日
8. ↑  .   [2020-09-30]. （原始内容存档于2021-03-10）.
9. 1 2  <https://www.sunferry.com.hk/assets/files/20250213_Vessel_Information_TChi.pdf?fbclid=IwY2xjawIipS9leHRuA2FlbQIxMAABHTk7rZY3NA8mzxx_HV_3azci1M50lSx3FHVrny9R2AU4AL2gxNUwGL56hw_aem_sXiKCWKwYOGMYAVEw0zU6Q>
10. ↑   (PDF).   [2012-12-24]. （原始内容存档 (PDF)于2014-03-14）.
11. ↑   (PDF).   [2012-01-26]. （原始内容存档 (PDF)于2015-05-28）.
12. ↑   (PDF).   [2012-12-24]. （原始内容存档 (PDF)于2014-03-13）.
13. ↑   (PDF).   [2012-12-24]. （原始内容存档 (PDF)于2012-12-24）.
14. ↑   (PDF).   [2012-12-24]. （原始内容存档 (PDF)于2012-10-04）.
15. ↑  .   [2011-12-31]. （原始内容存档于2014-03-13）.
16. ↑   (PDF).   [2013-07-03]. （原始内容存档 (PDF)于2014-03-13）.
17. ↑   (PDF).   [2015-07-06]. （原始内容存档 (PDF)于2015-07-07）.
18. ↑  . 香港01. 2018-08-26.

## 參看
- 新世界第一巴士
- 噴射飛航
- 城巴
- 新世界發展
- 新創建集團
- 珠江船務
- 富裕小輪
- 广东省港航集团
- 珠江客運
- 金光飛航

## 外部連結
- 新渡輪服務有限公司 （页面存档备份，存于）